# Антоанета Илиева
Антоанета Илиева e бивша български гимнастичка, после репортерка и телевизионна водеща (на спортните емисии на bTV. и преди това на спортното предаване „Тонус“ на „Нова телевизия“.)

## Биография
Родена е в София на 19 ноември 1973 г. Заниманията ѝ по спортна гимнастика и балет в IV група на детската градина поставят началото на гимнастическото ѝ обучение.
На 11 години започва да тренира спортна акробатика в профил „Скокове на пътека“. В тази дисциплина има спечелени общо 8 златни медала. До XI клас учи в хореографското училище с профил „Народни танци“.
Завършва Националната спортна академия с профил „Учител и треньор по спортна гимнастика“ и от Юридическия факултет. Завършила е също и курс за инструктор по аеробика и фитбол (гимнастика с топка). В медиите е от 1996 г.